# Batalla de Nieuwpoort
La batalla de Nieuwpoort o primera batalla de las Dunas entre las fuerzas de las Provincias Unidas de los Países Bajos, bajo el mando de Mauricio de Nassau, y el ejército español, al mando del archiduque Alberto de Austria, tuvo lugar el 2 de julio de 1600 cerca de la ciudad belga de Nieuwpoort. Es la primera batalla importante ganada por los holandeses en campo abierto, tras las profundas reformas a las que Mauricio sometió a su ejército.
En esta batalla perdió la vida el soldado Rodrigo Cervantes Cortinas, hermano del célebre Miguel de Cervantes Saavedra.

## Campaña
A pesar de la oposición de Mauricio, los Estados Generales le ordenaron desembarcar al ejército en territorio controlado por los españoles para destruir la ciudad de Dunkerque, principal base de los corsarios dunkerqueses al servicio de la Corona española.
El 22 de junio, las tropas de Mauricio toman tierra y al enterarse el archiduque Alberto sale de Bruselas al encuentro del ejército protestante con tres tercios, una unidad española amotinada en Diest a la que el archiduque solicita ayuda, y varias unidades valonas, italianas y alemanas. El ejército español interceptó a las fuerzas de Mauricio obligándolas a presentar batalla.

## Fuerzas
Flanco norte:
Provincias Unidas: 4 cañones, 650 mosqueteros ingleses.
España: 6 cañones, 600 jinetes, 1400 infantes, entre los que se incluye a los amotinados.
Flanco sur:
Provincias Unidas: 1200 jinetes.
España: 1000 jinetes.
Centro:
Provincias Unidas: 9300 infantes.
España: 7300 infantes, en los que se incluye a los tres tercios españoles.

## La batalla

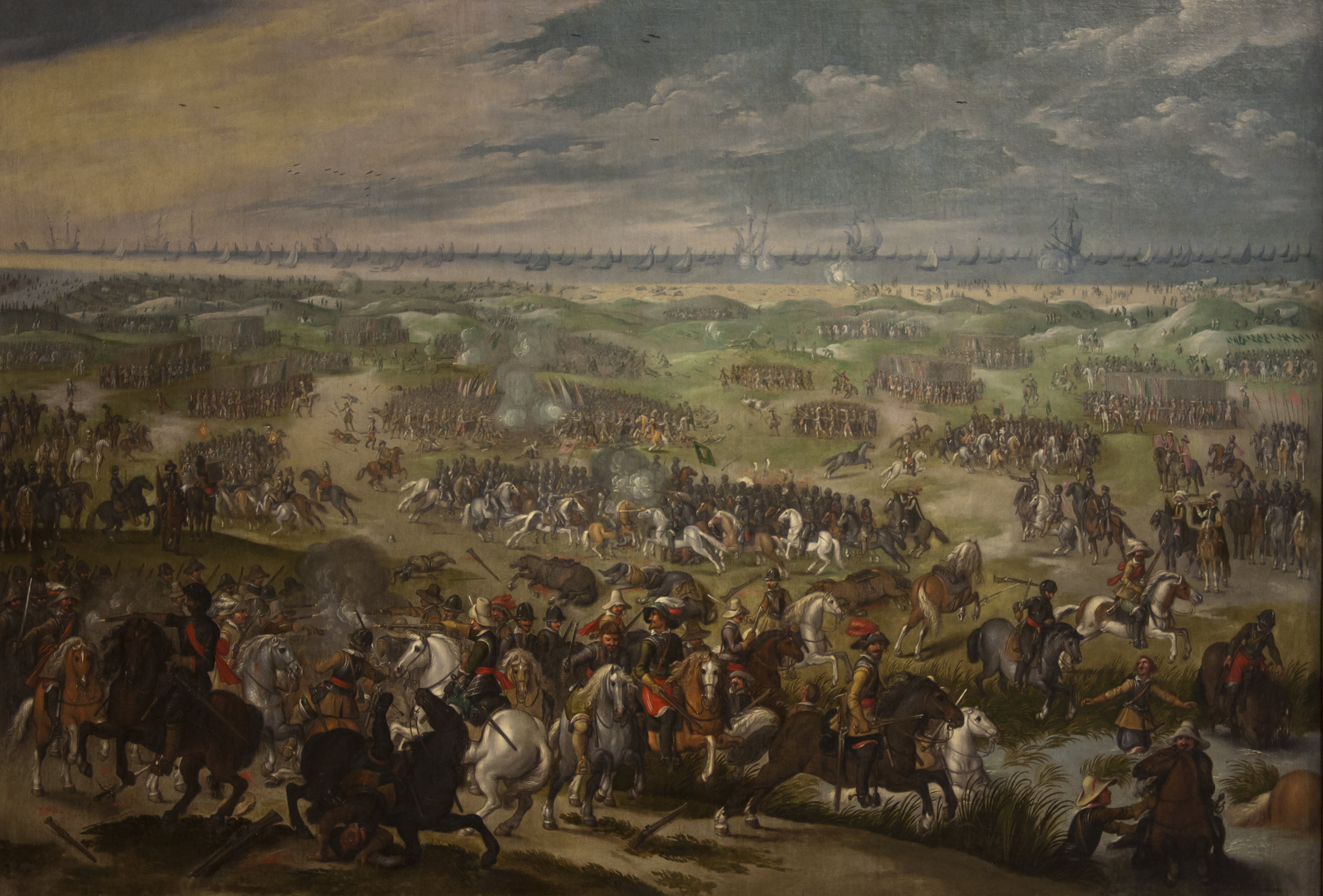
La batalla según una pintura de Sebastian Vrancx (1640).

Tras marchar más de 45 km en un día y una noche la vanguardia del ejército español, formada por los amotinados, se topa con dos mil infantes del ejército holandés y unos escuadrones de caballería enviados a su encuentro, a los que aplastan. Sin detenerse alcanzan las posiciones de Mauricio en la playa, apostado sobre unas dunas en las que dispone a su ejército.
El archiduque Alberto decide atacar a pesar de que parte de la infantería todavía estaba en camino, del cansancio de la marcha y de tener el sol y el viento en contra que les echaba la arena en los ojos. Los españoles lanzan tres asaltos contra la línea de dunas, que solo en el último intento tienen éxito, apoderándose de una de las dunas y haciendo vacilar a todo el ejército protestante. La caballería holandesa carga contra la caballería española, dispersándola pero viéndose detenida por la infantería española. Tras reagruparse, la infantería hace otro ataque contra la siguiente duna y está a punto de tomarla, pero Mauricio lanza nuevamente los tres últimos regimientos de caballería que permanecían en reserva contra la caballería española, que vuelven a arrollar a la española y se lanzan contra la infantería. La infantería se hunde, agotada tras la marcha, los cuatro asaltos realizados en la arena de la playa y ante el contraataque simultáneo de la infantería holandesa y la caballería. El archiduque Alberto intenta evitar la derrota, pero él mismo es herido en la cabeza por un enemigo.

## Resultado

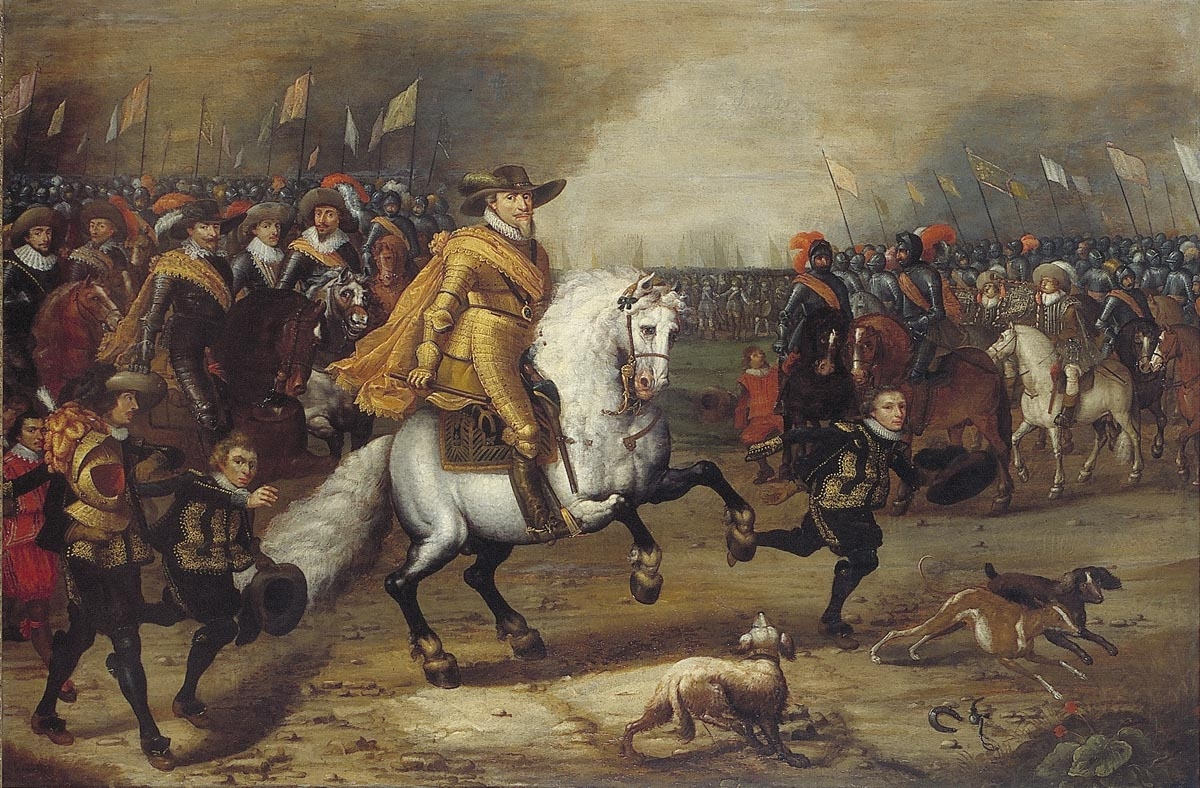
Mauricio de Nassau en la batalla de Niewpoort.

A pesar de que Mauricio venció al ejército español, una proeza de la que pocos podían vanagloriarse en el siglo XVI, no pudo sacar ningún provecho de la campaña, aparte de la inyección de moral que supuso para las tropas y la población de las Provincias Unidas vencer en campo abierto a los tercios españoles. Las líneas de comunicación y aprovisionamiento de las fuerzas de las Provincias Unidas se habían estirado al máximo y Mauricio tuvo que retirarse a fines de mes. Los flamencos, a los que Mauricio esperaba incitar a la rebelión contra la Corona española, permanecieron leales a ésta. El puerto de Dunkerque, que era el principal objetivo, siguió en manos españolas. Los corsarios con base en este puerto continuaron atacando las naves comerciales y pesqueras holandesas, hasta el declive de la marina española en el mar del Norte en 1658.